# Transsylvania Phoenix
Transsylvania Phoenix  (известная в Румынии как просто Phoenix) — румынская рок-группа, основанная в 1962 году в городе Тимишоара гитаристом Николае (Нику) Ковачем.

## История
Вначале группа носила название Sfinţii («Святые»), но в 1965 году под давлением коммунистических властей музыканты были вынуждены сменить название на более нейтральное — Phoenix. В 1970-е годы группа соединила рок с элементами народной музыки, явившись таким образом родоначальниками фолк-рока в Румынии.
В 1970 году вокалист Флорин Бордияну эмигрирует в США и деятельность Phoenix оказывается под запретом. В 1977 году группа нелегально уезжает в Западную Германию и возвращается только в 1990 году, после революции. На сегодняшний день, перейдя 50-летний рубеж существования, группа продолжает выступать и выпускать альбомы.

##### Полная история
Transsylvania Phoenix  (или просто Phoenix) является одной из самых известных румынских рок-групп последнего пятидесятилетия, и также первыми, кто вдохновит свою музыку от древних румынских народных тем. Феникс начали в космополитическом городе Тимишоара, в 1962 году, группой школьников (второй средней школы города Тимишоара) : Nicu Covaci, Moni Bordeianu, Bela Kamocsa, PiluStefanovici, Doru Cresneac, под названием "Sfintii" (Святые). В свои первые года они выступали в школьных соревнованиях и в местных клубах, играя главным образом Западные хиты: The Rolling Stones, The Beatles, The Who, THE SHADOWS,ANIMALS, and MONKEES и т.п. Между 1964 и 1966 они пели в буфете университета Медицины в Тимишоаре, приобретая все больше опыта и популярности. Phoenix также быстро стали очень популярными среди молодежи. В 1965 году они (Phoenix) были полны решимости изменить своё название, так как название "Sfintii" считали слишком "мистическим"; и таким образом, они взяли имя Феникс (Phoenix). В этом же году они делают запись своей первой песни на Радио: “Stiu ca ma iubesti si tu”. Вскоре после этого следовали еще две песни, вдохновленные фольклором: “Padure”, “Bun ii vinul ghiurghiuliu”.
Состав тогда был такой:
- Nicu COVACI (г.р. 1947) - lead guitar, vocals, composer
- Florin (Moni) BORDEIANU (г.р. 1948) - lead vocals, composer
- Claudiu ROTARU (г.р. 1950) - guitar, vocals
- Bela KAMOCSA (born 1945) - bass guitar
- Ioan (Pilu) STEFANOVICI (born 1946) - drums.

В 1967 состоялся их первый большой тур. Свой большой успех они получают в 1968 на Национальном фестивале студентов, где они получают большой приз фестиваля, лейбл Electrecord и RTV. Немедленно после фестиваля они делают запись на студиях Electrecord своего первого EP в стиле  “beat", который включает: Vremuri, Canarul, Lady Madonna и Friday on my mind (на последние две настояли в Electrecord's, чтобы гарантировать продажу диска). Диски разошлись через несколько дней, и самый популярный хит стал - Vremuri. Кроме того, в том же году они работают с государственным театром из Тимишоары в организации первой румынской рок-оперы: “Omul 36/80”. Вместо барабанщика команды Pilu Stefanovici приходит Dorel Vintila ZAHARIA (родившийся 1943) (ex"Cometele"). Gunter REININGER (родившийся 1950) - фортепьяно, орган, также присоединяется к группе. Manole Marcus использует их музыку в кино "Canarul si Viscolul". Группа появляется в течение нескольких секунд в кино. Год спустя записывается второй EP, Floarea stîncilor (Горный цветок), четыре оригинальных трека. И эти диски близко следовали за тогда популярным стилем "Beat".
В 1970 году вокалист Moni Bordeianu эмигрировал в США и деятельность Phoenix оказалась под запретом. "Феникс" возродился в том же году, с Nicu Covaci, Josef Kappl, Mircea Baniciu, Gunther Reininger, Costin Petrescu (сменил в 1974 году Ovidiu Lipan, по прозвищу "Tandarica") и Valeriu Sepi. Группа участвует во втором выпуске клуба рок-фестиваль в мае 1971. Состав : Nicolae Covaci (born 1947) - lead guitar, vocals, composer; Mircea BANICIU (born 1950) - lead vocals, guitar; Iosif KAPPL (born 1950) - bass guitar, violin, flute, vocals. Ex Color (Petrosani), Clasic XX (TM) Gunter REININGER (born 1950) - piano, organ; Costin PETRESCU (born 1949) - drums. Ex Olimpic ‘64 (Buc.). Группа готовит рок-оперу, вдохновленную фольклором, названным “Cei ce ne-au dat nume”. Для этого проекта, Valeriu SEPI (родившийся 1947) - Drums, присоединяется к группе. Он приходит с некоторыми идеями улучшить шоу, используя традиционные маски и традиционные инструменты. Группа представляет шоу успешно на турах по всей стране в 1972-1973. Коммунистические чиновники не были очень довольны музыкой Западного стиля, которую они пели и продолжали создавать им проблемы. Таким образом, "Финикс" отказались от своего прежнего стиля "Beat" и вместо этого повернулись к архаичной румынской музыке.
Первым результатом была LP 1972 года "Cei ce ne-au dat nume" (Те, Кто Дал Нам Наши Имена) - первая LP, которая будет зарегистрирована в Румынии румынской группой. Пластинка содержит фрагменты от рок-оперы “Cei ce ne-au dat nume”, баллада “Negru voda” и “Nunta”. После успеха с этой LP группа приглашена на фестивалях “Золотая лира” (апрель 1973, Братислава, Чехословакия), “Фестиваль диска” (октябрь 1973, Сопот, Польша) так же как на турах в Венгрии и Югославии. 19 ноября 1973 в Зале Palatului концерт Sfinx + Phoenix с аудиторией приблизительно 3000 зрителей. На этом шоу представлены впервые (в Бухаресте) новые песни как “Andrii Popa”, “Mica Tiganiada”, песни, которые будут частью их второй LP, “Mugur de fluier".Cei ce ne-au dat nume (1972) и Mugur de fluier (1974), оба альбома подверглись жесточайшей цензуре. Зимой 1974 они работают над новым шоу и альбомом. Первоначально названный Zoosophia, это позже станет “Cantafabule” (под лейблом Electrecords). После долгих "дебатов" с Советом культуры альбом появится только в 1975. В 1975, по запросу Sergiu Nicolaescu, они сочиняют музыку для кино Nemuritorii. так же в 1975 группа делает уникальный концерт на руинах крепости Sarmisegetusa с группой барабанщиков (dubasi) из деревни Фэджет. В течение следующих 3 лет группа идет на тур по всей стране.
В 1977, после землетрясения от 4 марта, группа участвует в кампании, чтобы помочь жертвам. В 1975 году они записали Cantafabule, стихотворения, посвященное мифическим существам: Единорог, Скарабей, Дракон, Русалка, и, сама птица Феникс. К этому времени популярность Финикса стала огромной; люди любили их песни не только потому что, Кем они были, но и потому что они содержали тонко скрытые намеки на коммунистический режим. Поэтому членов группы, особенно Nicu Covaci, преследовал Департамент государственной безопасности. Nicu Covaci сбежал из страны в 1976, но возвратился один год спустя, только чтобы сбежать снова несколько месяцев спустя, на сей раз со всеми участниками группы (кроме Baniciu). В 1977 году группа нелегально уезжает в Западную Германию. 
В 1981 Nicu Covaci выпускает новый альбом под именем “TRANSSYLVANIA PHOENIX” с Ovidiu Lipan, единственным участником от старой группы, Ivan KOPILOVICI, Mani NEUMANN, Tom BUGGIE. Группа держит имя, чтобы отличиться от сотен других продуктов Финикса.1980, ФИНИКС присужден “НЕМЕЦКИМ PHONOAKADEMIE” приз.1983, Nicu Covaci поет в дуэте с Dzidek Marcinkiewicz. В 1986 Nicu Covaci и Erland Krauser работают, чтобы организовать Лойда Вебера с "Эвита", в театре из Оснабрюка. После неожиданного успеха, в 1987, театр просит, чтобы Nicu Covaci участвовал в организации оперетты "Иисус Христос - суперзвезда", у которого был огромный успех. В середине 80-х выпущен единственная “Ballade for you” / “The Lark” (Баллада для Вас/ Жаворонок) (1987), а также сингл “Tuareg” / “Mr.G`s promises”(1988). (1988).1988 группа собирается еще раз вокруг Covaci и концертов в Германии. В декабре 1989 концерт "Hyde Park", посвященный румынской революции, в Оснабруке. Май 1990 Covaci встречает румынскую общественность после 13-летнего отсутствия, после революции. В 1992 Covaci продюсирует известный румынский хор "Song" и диск по имени “Symphoenix”. На сегодняшний день, перевалив за 50-летний рубеж существования, группа продолжает выступать и выпускать альбомы.

## Дискография
В Румынии:
- Vremuri, 1968
- Floarea stîncilor, 1969
- Cei ce ne-au dat nume, 1972
- Meşterul Manole, 1973
- Mugur de fluier, 1974
- Cantofabule, 1975

В Германии (под именем Transsylvania Phoenix):
- Transsylvania, 1981
- Ballade For You/The Lark, 1987
- Tuareg/Mr. G’s Promises, 1988
- Tuareg, 1988

В Румынии (после 1989):
- Ciocîrlia/Perestroika, 1990
- Remember Phoenix, 1991
- SymPhoenix/Timişoara, 1992
- Evergreens, 1993
- Cantafabule — Bestiar, 1996
- Anniversare 35, 1997
- Vremuri, anii '60…, 1998
- Ora-Hora, 1999
- În umbra marelui urs, 2000
- Baba Novak, 2005